# Niedary (województwo dolnośląskie)
Niedary (niem. Neiderei) – wieś w Polsce położona w województwie dolnośląskim, w powiecie trzebnickim, w gminie Zawonia.

## Podział administracyjny
W latach 1975–1998 miejscowość położona była w województwie wrocławskim.

## Krótki opis
Zabudowa wsi ma charakter dla typowej wsi wielodrożnicowej.

## Prehistoria
Na jej terenie odkryto ślady osadnictwa pochodzące z neolitu, a w pobliżu miejscowości znajduje się cmentarzysko (kurhany) kultury amfor kulistych.